# Andreu Casadevall
Andreu Casadevall Guinart (Santa Coloma de Gramenet, 1º gennaio 1962) è un allenatore di pallacanestro spagnolo.

## Palmarès
- Copa Príncipe de Asturias: 1

Atapuerca Burgos: 2013